# Тамарак (тауншип, Миннесота)
Тамарак (англ. Tamarac) — тауншип в округе Маршалл, Миннесота, США. На 2000 год его население составило 94 человека.

## География
По данным Бюро переписи населения США площадь тауншипа составляет 91,4 км², из которых 91,4 км² занимает суша, водоёмов нет.

## Демография
По данным переписи населения 2000 года здесь находились 94 человека, 35 домохозяйств и 26 семей. Плотность населения —  1,0 чел./км². На территории тауншипа расположено 42 постройки со средней плотностью 0,5 построек на один квадратный километр. Расовый состав населения: 98,94 % белых и 1,06 % афроамериканцев.
Из 35 домохозяйств в 34,3 % воспитывались дети до 18 лет, в 71,4 % проживали супружеские пары, в 2,9 % проживали незамужние женщины и в 22,9 % домохозяйств проживали несемейные люди. 20,0 % домохозяйств состояли из одного человека, при том 2,9 % из — одиноких пожилых людей старше 65 лет. Средний размер домохозяйства — 2,69, а семьи — 3,07 человека.
29,8 % населения — младше 18 лет, 3,2 % — в возрасте от 18 до 24 лет, 24,5 % — от 25 до 44, 34,0 % — от 45 до 64, 8,5 % — старше 65 лет. Средний возраст — 41 год. На каждые 100 женщин приходилось 113,6 мужчин. На каждые 100 женщин старше 18 приходилось 120,0 мужчин.
Средний годовой доход домохозяйства составлял 55 000 долларов, а средний годовой доход семьи —  58 438 долларов. Средний доход мужчин —  31 250  долларов, в то время как у женщин — 27 917. Доход на душу населения составил 21 411 долларов. За чертой бедности находились 8,7 % семей и 6,9 % всего населения тауншипа.